# استارداک
استارداک (انگلیسی: Stardock) شرکت نرم‌افزار آمریکایی است، که در سال ۱۹۹۱ تأسیس شد.